# Беккер Сергій Іванович
Сергі́й Іва́нович Бе́ккер (нар. 25 квітня 1980, Харків, СРСР) — український футболіст та футбольний арбітр. Головний арбітр 2-ї національної категорії та асистент арбітра ФІФА.

## Життєпис
З 2009 року — тренер ДЮФК «Арсенал» (Харків).
Сергій Беккер був резервним арбітром фіналу Кубка України 2013. Окрім того, в його послужному списку значиться робота асистентом арбітра в наступних поєдинках: фінали Кубка України (2014, 2015, 2016), Суперкубки України (2011, 2013, 2014, 2015), протистояння «Динамо» та «Шахтаря» (2011/12, 2013/14, 2014/15 — по 1 матчу, 2015/16 — 2 матчі).

## Міжнародні призначення
| 01. | 08.07.2010 | Ліга Європи УЄФА 2010—2011 (1-й відб.)    | «Флора» — «Динамо» Тб      | 0-0 | Асистент арбітра | Юрій Мосейчук     |
| 01. | 12.06.2011 | Ліга чемпіонів УЄФА 2011—2012 (2-й відб.) | «Слован» Б — «Тобол»       | 2-0 | Асистент арбітра | Віктор Швецов     |
| 01. | 17.07.2013 | Ліга чемпіонів УЄФА 2013—2014 (2-й відб.) | «Кліфтонвілль» — «Селтік»  | 0-3 | Асистент арбітра | Сергій Бойко      |
| 01. | 24.10.2013 | Ліга Європи УЄФА 2013—2014 (група L)      | «Шахтар» К — «АЗ»          | 1-1 | Резервний арбітр | Євген Арановський |
| 01. | 28.08.2014 | Ліга Європи УЄФА 2014—2015 (плей-оф)      | ПАОК — «Зімбру»            | 4-0 | Асистент арбітра | Сергій Бойко      |
| 01. | 18.09.2014 | Ліга Європи УЄФА 2014—2015 (група B)      | «Копенгаген» — ГІК         | 2-0 | Резервний арбітр | Євген Арановський |
| 01. | 10.10.2014 | Кваліфікація Чемпіонату Європи 2016       | Бельгія — Андорра          | 6-0 | Резервний арбітр | Сергій Бойко      |
| 01. | 06.11.2014 | Ліга Європи УЄФА 2014—2015 (група D)      | «Астра» — «Селтік»         | 1-1 | Асистент арбітра | Сергій Бойко      |
| 01. | 16.11.2014 | Кваліфікація Чемпіонату Європи 2016       | Азербайджан — Норвегія     | 0-1 | Резервний арбітр | Євген Арановський |
| 01. | 21.07.2015 | Ліга чемпіонів УЄФА 2015—2016 (2-й відб.) | «Пюнік» — «Молде»          | 1-0 | Асистент арбітра | Анатолій Абдула   |
| 01. | 05.08.2015 | Ліга чемпіонів УЄФА 2015—2016 (3-й відб.) | «Вікторія» — «Маккабі» Т-А | 0-2 | Асистент арбітра | Євген Арановський |
| 01. | 27.08.2015 | Ліга Європи УЄФА 2015—2016 (плей-оф)      | «Боруссія» Д — «Одд»       | 7-2 | Асистент арбітра | Євген Арановський |
| 01. | 04.09.2015 | Кваліфікація Чемпіонату Європи 2016       | Греція — Фінляндія         | 0-1 | Резервний арбітр | Сергій Бойко      |
| 01. | 17.09.2015 | Ліга Європи УЄФА 2015—2016 (група F)      | «Гронінген» — «Олімпік»    | 0-3 | Асистент арбітра | Євген Арановський |
| 01. | 08.10.2015 | Кваліфікація Чемпіонату Європи 2016       | Грузія — Гібралтар         | 4-0 | Резервний арбітр | Сергій Бойко      |
| 01. | 22.10.2015 | Ліга Європи УЄФА 2015—2016 (група Е)      | «Вільярреал» — «Динамо» Мн | 4-0 | Асистент арбітра | Сергій Бойко      |
| 01. | 10.12.2015 | Ліга Європи УЄФА 2015—2016 (група A)      | «Аякс» — «Молде»           | 1-1 | Асистент арбітра | Євген Арановський |
| 01. | 18.02.2016 | Ліга Європи УЄФА 2015—2016 (1/16 фіналу)  | «Сьйон» — «Брага»          | 1-2 | Асистент арбітра | Євген Арановський |